# Næstved Sygehus
Næstved Sygehus er et sygehus i Næstved i Region Sjælland, der især dækker Næstved Kommune. Sygehuset blev opført i et betonhøjhus på 14 etager i 1967, og det ligger på Ringstedgade nord for Næstved centrum, og øst for Rådmandshaven. Ved opførslen var det centralsygehus for en stor del af Sjælland, men i 2011 blev det nedgraderet til almindeligt sygehus.
Der er skadestue på sygehuset.
Næstved Sygehus er et af to specialsygehuse i Region Sjælland. Næstved Sygehus er et af Region Sjællands mest specialiserede sygehuse og tilbyder specialiseret behandling inden for en lang række sygdomme.
Sygehuset tilbyder behandlinger inden for:
- Ortopædkirurgi (alle typer knoglebrud, udskiftning af hofte- og knæled, amputationer samt kikkertundersøgelser af knæ og skuldre)
- Medicinske sygdomme (sygdomme i hjerte og lunge samt sukkersyge og ældresygdomme)
- Kræftsygdomme (sygdomme i lunge, endetarm, blærehalskirtel mv.). Der tilbydes kemoterapi og strålebehandling samt lindring til patienter, der ikke kan helbredes for deres sygdom
- Kvindesygdomme, graviditet og fødsler (fødselshjælp, barselspleje, nakkefolds- og misdannelsesscanning samt sygdomme i underlivet) og de fleste former for fertilitetsbehandling
- Børne- og ungesygdomme (et tilbud til de 0 - 18-årige med medicinske sygdomme, samt nyfødte og for tidligt fødte børn).
- Urinvejssygdomme (sygdomme, skader og misdannelser i nyrer, urinveje og mandlige kønsorganer)

Sygehuset har også en række specialiserede behandlingstilbud, hvor patienter ofte henvises fra hele Region Sjælland:
- Danmarks næststørste center for operationer (udskiftninger) af hofter og knæ samt operationer af skuldre, albuer, hænder og fødder
- Inden for kræftsygdomme tilbydes udredning og behandling af kræft i lunger, hoved- og halsområdet, urinveje, blære, prostata, bugspytkirtel samt tyk- og endetarm. Region Sjællands strålebehandling ligger på Næstved Sygehus
- Genoptræning og rehabilitering af patienter med en erhvervet hjerneskade
- Familieambulatorium med rådgivning og behandling for gravide og deres partnere omkring forbrug af rusmidler
- Transfusionscenter til behandling af blodprodukter, et stamcellelaboratorium og et plasmaferesecenter til tapning af blodplasma fra donorer
- Garantiklinik, der sikrer, at patienter kan behandles inden for ventetidsgarantierne, og som de andre sygehuse i regionen kan henvise til, hvis de selv har ventetid
- AK-Centret, som uddanner patienter til selv at kunne styre deres, ofte livsvarige, behandling med blodfortyndende medicin

Næstved Sygehus har endvidere en enhed for Tværfaglig Udredning og Behandling, hvor patienter får foretaget alle undersøgelser efter princippet "samme dag under samme tag".
På Næstved Sygehus er forskning prioriteret meget højt på tværs af alle afdelinger. Forskningen foregår i samarbejde med andre forskningsinstitutioner i Danmark og forskere fra både ind- og udland.
Sygehuset er desuden et stort uddannelsessted for mange forskellige faggrupper. Fra læge- og sygeplejerskestuderende til social- og sundhedsassistenter, bioanalytikere, fysio- og ergoterapeuter, radiografer, lægesekretærer, reddere, serviceassistenter m.fl.

## Afdelinger
Sygehusets afdelinger inkluderer:
- Anæstesi
- Intensiv afdeling
- fysio- og ergoterapi
- Gynækologi herunder fødegang
- Medicinsk afdeling
- Neurologisk afdeling
- Patologi
- Psykiatri
- Røntgen
- Tand-mund og kæber
- Urologisk afdeling
- Øjensygdomme
- Børne- og ungdomsafdeling

## Fremtidens sygehus
De akutte behandlinger flyttes til Slagelse Sygehus i 2016, og når byggeriet af Sjællands Universitetshospital i Køge tages i brug fra 2022, vil de specialiserede behandlingstilbud på Næstved Sygehus blive flyttet hertil.
Næstved Sygehus bliver et specialsygehus, der tager imod patienter fra lokalområdet og behandler dem ambulant.
Tilbuddene vil især være kontroller, mindre operationer, genoptræning, dialyse og anden dagbehandling. Sygehusets få senge benyttes i forbindelse med genoptræning efter blodpropper og indlæggelser i forbindelse med ortopædkirurgiske behandlinger.
Der vil stadig være en skadestue, ligesom Garantiklinikken også fortsætter på Næstved Sygehus. Præhospitalt Center, der har ansvar for alle ambulancer, akuthelikopteren og transporten af patienter til og fra sygehusene i hele Region Sjælland, flyttes til Næstved Sygehus.

## Museum
I en bygning fra 1800-tallet, der blev opført til Præstø Amts Sygehus er Medicinsk-Historisk Museum indrettet. Det beskæftiger sig med sundhedsvidenskab og udstiller instrumenter og apparature fra den medicinske verden.